# Vittorio Malingri
Vittorio Malingri (Milano, 19 maggio 1961) è un navigatore, marinaio e progettista italiano.
Primo italiano a partecipare al Vendée-Globe, è considerato un “maestro di mare” da generazioni di amanti dell'avventura e della vela d'altura. Vive tra l'Umbria e la Grecia Ionica ed è padre di quattro figli.

## Biografia

### Figlio d'arte
Figlio di Franco Malingri, vulcanico progettista, e nipote di Doi, apripista italiano della moderna vela oceanica, Vittorio nasce a Milano ed è il maggiore di tre fratelli: Enrico e Francesco.
Fin da bambino le letture di Salgari, Verne e Dumas, e una famiglia molto sportiva che ha sempre coinvolto Vittorio e i suoi fratelli con incarichi e responsabilità, hanno ispirato in lui il sogno di esplorare il mondo e vivere una vita dedicata alle grandi avventure, a contatto con la natura.
Vittorio naviga da quando ha 5 anni in Mediterraneo sul mitico CS&RB, la barca con cui Doi e Franco nel 1973 parteciparono alla prima edizione della Whitbread, la regata attorno al mondo in equipaggio. Ancora ragazzino li aiuta negli ultimi preparativi e li vede partire: è una grande emozione unita tuttavia alla delusione di rimanere a terra. Si ripromette di essere un giorno ancora più bravo di loro, e inizia a risparmiare i soldi per la sua prima barca.
A 16 anni Vittorio parte con tutta la famiglia per un giro del mondo in crociera, che per gli altri durò due anni mentre per Vittorio “non è ancora finito”.

### Le prime sfide
Nel 1980 inizia la progettazione e la costruzione della fortunata serie Moana.
Appena ventenne, è il primo a organizzare a Cuba una base velica, a Cayo Largo del Sur. Vi lavorano con lui altri futuri protagonisti della vela oceanica italiana, tra cui Giovanni Soldini.
Dopo Cuba è alle Bahamas - per due anni - a occuparsi di charter e turismo nautico. Intanto nei periodi in cui torna in Italia inizia a costruire la barca per cui mette via i soldi fin da ragazzo, un Moana 33' che chiamerà Huck Finn, come l'amico di Tom Sawyer che viveva libero come il vento sulle rive del Mississippi.
Nel 1988 si iscrive alla Ostar, la transatlantica in solitario, il primo dei suoi sogni. Si qualifica e parte per l'Inghilterra con l'amico Luca e Anna, una ragazza appena conosciuta. Purtroppo fa naufragio sulle coste spagnole appena fuori dallo stretto di Gibilterra. La barca è in spiaggia, danneggiata dagli scogli, ma intera. Dopo un rocambolesco trasporto sulle pendici di una collina, la barca viene riparata, ma non in tempo per arrivare a Plymouth per la partenza.
Vittorio e Anna si sposano e nasce Manuele.
Nei momenti che passa a terra Vittorio vive con la famiglia a Valdichiascio, un podere vicino a Gubbio, che diventa la sua “base terrestre”.

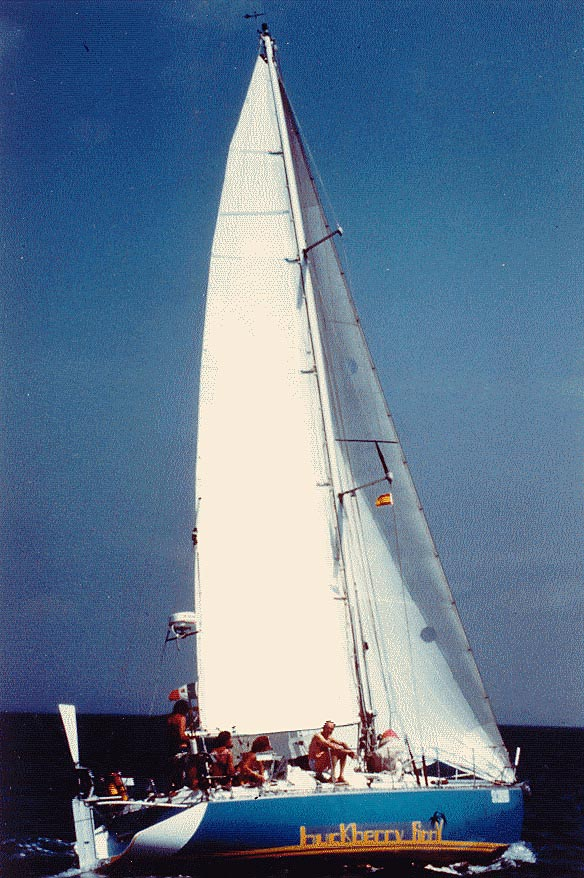
Hucklberry Finn, la sua prima barca.

### L'Everest dei mari
Nel 1989 parte con moglie e figlio di pochi mesi per un giro del mondo in crociera. Ai Caraibi s'imbatte nel bando di regata del Vendée Globe, il giro del mondo in solitario senza scalo e senza assistenza. Vittorio gira la prua verso casa, vende la barca e con i soldi raggranellati, nel 1991, disegna e inizia costruire Moana 60, primo 60' Open italiano. La famiglia e gli amici gli si stringono attorno e, grazie anche all'aiuto economico del padre, la barca viene completata nel cantiere di famiglia.
Nel frattempo nasce Nico Malingri, il secondo figlio.
Nel 1992 Vittorio prende il via alla Europe 1 Star (Ex OSTAR) e subito dopo è il primo italiano a partecipare al Vendée Globe, l' ”Everest dei mari”. La rottura del timone lo ferma purtroppo a 1700 miglia da Capo Horn, mentre si appresta a conquistare il 4º posto. Dopo vari tentativi di procedere verso Capo Horn, e finire il giro, decide di ritirarsi e fare rotta su Tahiti: è una navigazione di 2600 miglia di bolina nel pacifico del Sud, senza timone.
Al ritorno in Italia usa la barca per fare scuola vela, in modo da raccogliere il budget annuale necessario alle regate. Disegna anche un Minitransat, assieme ad Andrea Romanelli, poi costruito in serie.
Sempre con Moana 60, nel 1995, stabilisce il record per monoscafi alla Roma x 2.
Nel 1996 è terzo di classe all'Europe 1 Star: Vittorio ha un budget di 60 milioni di lire contro i 2,5 miliardi di lire dei suoi avversari, ma domina la flotta fino a poche miglia dall'arrivo.
Ripete lo stesso piazzamento alla Québec-Saint Malo di quell'anno. In quest'ultima regata accoglie a bordo una minuta ragazzina inglese alla sua prima regata oceanica: Ellen McArthur. Nel 1997, sul trimarano di 60‘ Spirit stabilisce il record in gara (tuttora imbattuto) della Roma x 2 con 54 ore e 16 minuti; quindi in coppia con Franco Manzoli si aggiudica la vittoria assoluta alla Corsica x 2 con il catamarano di 30' Golfo Tigullio, vittoria che Manzoli e Malingri ripetono nel 1998, stabilendo anche il record della regata con 52 ore.
Nel 1999 è di nuovo primo alla Corsica x 2 sempre con Franco Manzoli.

### Fratello da parte di mare
Fin dal momento del varo, nel 2000, entra a far parte dell'equipaggio del trimarano TIM dell'amico Giovanni Soldini. Nel 2001 partecipa ai Grand Prix e al trasferimento dell'imbarcazione dal Brasile all'Italia al termine della Transat Jacques Vabre.
Con Giovanni, sempre a bordo del trimarano TIM, vince l'edizione 2002 della Roma per Due, dopo un duello di tre giorni bordo a bordo contro Sergio Tacchini, di Karine Fauconnier.
Nel 2003 è sempre con Giovanni alla partenza della Transat Jacques Vabre, ma dopo un'ottima partenza e tre giorni in prima posizione, sono costretti al ritiro per la rottura dello scafo centrale. Sono in mare aperto, a 170 miglia dal Portogallo, ma ce la fanno a tornare con le loro forze, nonostante la barca sia completamente allagata e minacci di spezzarsi definitivamente.
Nello stesso anno nasce la terza figlia Nina dalla compagna Maria Teresa.
Nel 2005 Vittorio è di nuovo su TIM Progetto Italia per un'altra Jaques Vabre che si conclude con un clamoroso ribaltamento, ampiamente descritto dai media, proprio quando Vittorio e Giovanni si avviavano a riprendere la testa della corsa. Vittorio e Giovanni sono a 450 miglia Sud-Est di Dakar e vengono ripescati da una petroliera russa che li lascia a Houston, Texas.
Dal 2002 al 2006, a parte le parentesi agonistiche, vive a bordo del suo ketch di 22 metri Elmo's Fire.
Un susseguirsi di scuole di vela e charter portano la barca a compiere quasi 100.000 miglia tra Europa, Caraibi e Centro America.

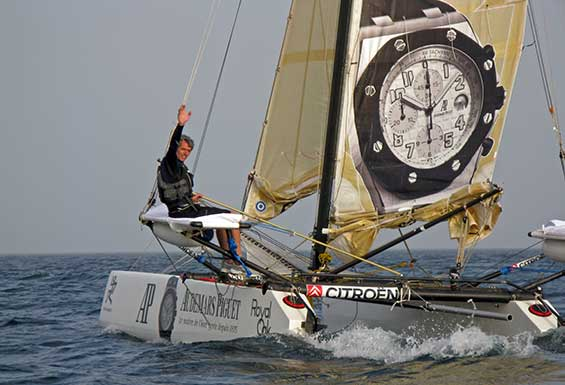
Vittorio Malingri e Royal Oak

### Il record Dakar-Guadalupe
Dopo l'esperienza del trimarano TIM, Vittorio è affascinato dal mondo dei multiscafi e già nel 2000 assieme ai ragazzi del Team inizia a serpeggiare l'idea del record atlantico con un piccolo catamarano da spiaggia. Lo hanno già fatto, anni fa, i suoi miti francesi, oggi diventati avversari e amici. Periodicamente equipaggi composti da due persone provano a migliorare il tempo di percorso Dakar-Guadalupe. Il record passa da 17gg a 13gg e poi a 11gg e 11h e viene omologato come record ufficiale dalla WSSR (World Speed Sailing Records). L'idea di Vittorio è batterlo in solitario.
Nell'aprile del 2008, grazie al sostegno di Citroën e Audemars Piguet, Vittorio sfida l'Atlantico sul catamarano non abitabile Royal Oak, da Dakar, Senegal a Pointe-a-Pitre, Guadalupe. Dopo un inizio travolgente che lo vede davanti a tutti fino a metà traversata, la perdita del telefono satellitare con cui riceveva le indicazioni meteo e la latitanza del vento nella seconda metà del percorso, rallentano la sua corsa contro il tempo. Vittorio stabilirà un tempo di riferimento per il record in solitario di 13 giorni e 17 ore.
Dopo una parentesi terrestre di tre anni durante i quali nasce l'ultima figlia, Mila, dalla sua attuale compagna, Valentina, Vittorio riprende l'attività di scuola vela oceanica. Affiancato dal figlio Nico, lavora a bordo della sua nuova barca, un cutter di 20 m, Huck Finn II, dove numerosi equipaggi di appassionati velisti si susseguono dal 2010 al 2015.

## Palmarès
1992
- 8º Classificato Classe 60' Open - Europe 1 Star. Transatlantica in solitario Plymouth (GB) - Newport (USA)

1993
- Vendée Globe. Giro del mondo in solitario senza scalo e senza assistenza Francia - Francia

1994
- 2º Classificato Rimini-Corfu-Rimini
- 2º Classificato 500 per Due
- 1º Classificato Barcolana

1995
- 1º Classificato Roma per Due

1996
- 1º Classificato Roma per Due
- 3º Classificato Europe 1 Star
- 3º Classificato Quebec-Saint Malo

1997
- 1º Classificato Roma per Due
- 3º Classificato Trofeo Zegna
- 1º Classificato Corsica per Due

1998
- 1º Classificato Corsica per Due

1999
- 1º Classificato Corsica per Due

2002
- 1º Classificato Roma per Due

2003
- Jaques Vabre

2005
- Jaques Vabre

2008
- Stabilisce il record in solitario sulla rotta Dakar-Guadalupa di 13 giorni e 17 ore

## Libri
- Planando con gli albatross. La prima partecipazione italiana al Vendèe Globe, Ugo Mursia Editore, Milano, 1994
- La Grande onda. Storie di un record e altre regate oceaniche, Longanesi, Milano, 2008